# 吴福森
吴福森，字幼琴，道名福永，江苏武进人，曾任山东省滨县知事，民间宗教慈善组织“道院”前身滨坛的创始人之一。

## 生平
吴福森在担任滨县知事期间，热衷于扶乩活动，1916年与其幕僚、朋友和同党在县政府后大仙祠设乩坛，奉唐朝人尚志和尚为“尚真人”，以驾鸾扶乩为人“治病”，时称“滨坛”。驻防滨县山东新防第二营的营长刘绍基后被吴福森拉拢加入滨坛。吴福森解职后，继任滨县知事李振均扔继续举行滨坛扶乩活动。1920年，李振均卸职到济南与1917年就已移防济南的刘绍基共同办坛，1921年李、刘等人将其在济南所设的乩坛正式成为“济南道院”，而吴福森最早创立的滨坛一般被认为是道院的起源。
1930年，中国红十字会济南分会会长何春江因年老辞职，郭鉴光接任会长，吴福森、陈殿三任副会长。吴福森曾在郭鉴光之后短暂地担任过会长。1931年，沙月坡接任会长。

## 备注
1. ↑  根据中国红十字会济南分会1931年2月1日给詹澄秋的聘任书，郭鉴光任会长，吴福森、陈殿三任副会长[2]